# Axel Pätz
Axel Pätz (* 1956) ist ein deutscher Kabarettist, Musiker und Komponist.

## Leben
Axel Pätz lebt in Hamburg und tritt seit 2008 als Solo-Künstler auf.

## Kunst
Axel Pätzs Programm besteht aus Musikstücken, bei denen er sich selbst auf dem Klavier oder auf dem Akkordeon begleitet, und aus Stand-up-Comedy-Nummern. Musik und Texte stammen aus eigener Feder. Die Texte sind meist deutsch; sie zeichnen sich durch virtuose Wortspiele, originelle Rhythmen und pointierte Reime aus.

## Auszeichnungen
- 2016 „Bottroper FrechDax“ (Ehrenpreis)
- 2013 „Fränkischer Kabarettpreis“ (1. Preis)
- 2012 „Hamburger Comedy Pokal“ (2. Preis)
- 2011 „Tuttlinger Krähe“ (Jury- und Publikumspreis)
- 2011 „Recklinghäuser Max“ (Publikumspreis)
- 2010 „St. Ingberter Pfanne“ (Publikumspreis)
- 2010 „Obernburger Mühlstein“ (Publikumspreis)
- 2010 „Hofer Theresienstein“ (1. Preis)
- 2010 „Troubadour Chansonwettbewerb“ (1. Preis)
- 2010 „Hochstift-KulturSchiene“ (Jury- und Publikumspreis)
- 2010 „Schwelmer Kleinkunstpreis“ (2. Preis)
- 2010 „Paulaner Solo“ (3. Preis)
- 2009 „Böblinger Mechthild“ (1. Preis)
- 2009 „Rostocker Koggenzieher“ (Jury- und Publikumspreis)
- 2009 „Goldener Rottweiler“ (1. Preis)[2]

## Werke
- Die ganze Wahrheit
- Das Niveau singt!
- Chill mal!
- Realipätztheorie